# Paracorythoderus marshalli
Paracorythoderus marshalli är en skalbaggsart som beskrevs av Brauns 1900. Paracorythoderus marshalli ingår i släktet Paracorythoderus och familjen Aphodiidae. Inga underarter finns listade i Catalogue of Life.